# Шамота Микола Захарович
Мико́ла Заха́рович Шамота́  (4 (17) грудня 1916 , Полтава, Полтавська губернія, Російська імперія  — 4 січня 1984 , Київ ) — український літературознавець і літературний критик компартійного напряму. Доктор філологічних наук, професор, дійсний член АН УРСР (1967). Член ЦК КПУ в 1976—1981 роках. Депутат Верховної Ради СРСР 8–9-го скликань.

## Життєпис
Народився в родині службовця. З 1937 року працював вчителем середньої школи, викладачем технікуму.
У 1939 році закінчив заочно Ніжинський педагогічний інститут Чернігівської області.
З 1939 року служив у Червоній армії, учасник німецько-радянської війни (1941—1945). Член ВКП(б) з 1945 року.
З 1945 року — завідувач партійного кабінету районного комітету КП(б)У. Почав видаватися в 1946 році.
У 1948—1950 роках — головний редактор «Літературної газети» (тепер — «Літературна Україна») в місті Києві.
У 1953 році закінчив Вищу партійну школу при ЦК КПУ, а потім Академію суспільних наук при ЦК КПРС.
У червні 1953 — грудні 1955 року — заступник завідувача відділу науки і культури ЦК КПУ.
У 1955—1956 роках — заступник головного редактора «Литературной газеты» в Москві.
З 1957 працював у Інституті літератури ім. Т. Шевченка АН УРСР завідувачем відділу соцреалізму та заступником директора інституту.
У 1961—1978 роках — директор Інститут літератури імені Тараса Шевченка АН УРСР.
Спеціалізувався у царині теорії соціалістичного реалізму.
Літературознавець Віталій Дончик так описував Миколу Шамоту в часи його перебування на посаді директора Інституту літературознавства: «визначальною рисою якого було…його ортодоксальне комуністичне світобачення, що заступало все інше, ревно пильнувало, аби індивідуально-„стихійні“ поривання не вихлюпувались за береги і „основним змістом діяльності Інституту“, „надзавданням“, якому підпорядковувалися б усі інші — було вивчення питань „теорії і практики соціалістичного реалізму“ на „багатому досвіді багатонаціональної літератури“, актуальних проблем „марксистсько-ленінської естетики“, викриття, звичайно ж, „буржуазної та буржуазно-націоналістичної ідеології“ і т. ін. Методологічним орієнтиром виступали знову ж таки „історичні рішення“ чергового з'їзду КПРС, за втіленням їх у життя, за виконанням планових завдань здійснювався суворий контроль, про що керівництво не забувало дбати».
Співробітниця Інституту та, згодом, учасниця дисидентського руху шістдесятників Михайлина Коцюбинська згадувала про «мертвотний подих шефа» та про те, що після призначення Шамоти директором, атмосфера в Інституті почала ставати дедалі напруженішою.
У 1966—1971 роках Шамота був членом Президії, академіком-секретарем Відділення літератури, мови та мистецтвознавства АН УРСР. З 1973 по 1979 рік очолював комітет з Державних премій УРСР імені Тараса Григоровича Шевченка.
З 1978 року — персональний пенсіонер союзного значення. Мешкав у місті Києві.

## Причетність до репресій
В рамках погрому української інтелігенції 1972 року, радянські репресивні органи підняли питання щодо праці українського дисидента Івана Дзюби «Інтернаціоналізм чи русифікація?» 1965 року. За офіційною інформацією, ЦК КПУ постановою від 7 лютого 1972 року доручив комісії в складі А. Д. Скаби (голова), В. Ю. Євдокименка, Ю. О. Збанацького, В. П. Козаченка, Л. П. Нагорної, П. О. Недбайла, В. А. Чирка, М. З. Шамоти та П. Й. Ящука розглянути листа Івана Дзюби, адресованого першому секретарю ЦК КПУ Петру Шелесту та голові Ради Міністрів УРСР Володимирові Щербицькому, та додану до листа працю «Інтернаціоналізм чи русифікація?».
15 лютого 1972 р. комісія, «проаналізувавши згаданий лист та матеріал І. Дзюби, а також вивчивши матеріали зарубіжної антирадянської преси і радіо за період з 1966 по 1972 рік», «прийшла до висновку, що підготовлений Дзюбою матеріал „Інтернаціоналізм чи русифікація?“ є від початку й до кінця пасквілем на радянську дійсність, на національну політику КПРС і практику комуністичного будівництва в СРСР». Також, серед іншого, члени комісії оголосили Дзюбу ворогом радянської влади, навісили на нього ідеологічне клеймо «українського буржуазного націоналіста», звинуватили його у злісному наклепі на компартійно-радянську владу та у солідаризації з ворогами радянської влади тощо.. 1973 року, спираючись на висновок комісії, Київський обласний суд засудив Івана Дзюбу до 5 років ув'язнення і 5 років заслання..
Василь Стус стверджував, що рецензія цієї комісії була «з відверто поліційними, кровожерними заявами», а про самих рецензентів, яких він називав «внутрішніми рецензентами КДБ», заявляв що «їхня вина в проведенні масових репресій така сама, як і штатних кагебістів. Вони такі самі душогуби, як слідчі і судді.»
15 лютого 1972 року, після першого арешту Василя Стуса, Микола Шамота написав для слідства негативну характеристику на колишнього аспіранта його свого інституту. У ній він змалював Стуса як неблагонадійну, з точки зору радянської ідеології та законодавства, людину. Характеристика виявилася настільки підходящою для КДБ, що була підшита й до другої справи Василя Стуса 1980 року.

## Творчість
Літературознавча спадщина Шамоти є зразком ідеологічного догматизму, непримиренного до відхилень від партійної лінії.
У своїх статтях в літературній і партійній пресі Микола Шамота гостро виступав проти відхилень у літературі від партійної лінії (про «Собор» Олеся Гончара, самвидавну літературу тощо).
На замовлення ЦК КПУ, Шамота у співавторстві з академіком АН УРСР Борисом Бабієм та членом-кореспондентом АН УРСР Арнольдом Шевелєвим рецензували книгу «Україна наша радянська» першого секретаря ЦК КПУ Петра Шелеста.

## Праці
Статті:
- «За конкретно-історичне відображення життя в літературі» (журнал «Комуніст України», 1973, № 5)

Книги:
- «Ідейність і майстерність» (Київ, 1953)
- «Про художність» (2 вид., Київ, 1957)
- «Випадок з практики» (1957)
- «Талант і народ» (Київ, 1958)
- «Література і життя народу» (Київ, 1963)
- «За велінням історії» (1965)
- «Про свободу творчості» (2 вид., Київ, 1973)
- «Гуманізм і соціалістичний реалізм» (1976)
- «Про гуманізм, про свободу. Проблеми літератури соціалістичного реалізму» (1978)
- «Запас надійності» (1983)

Російські переклади
- «О художественности» (2 изд., Москва, 1958)
- «Художник и народ» (Москва, 1960)
- «О свободе творчества» (Москва, 1966).

## Нагороди
- орден Леніна
- орден Жовтневої Революції
- два ордени Трудового Червоного Прапора
- орден Вітчизняної війни ІІ ст.
- медалі
- лауреат Шевченківської премії (1978) за монографію «Гуманізм і соціалістичний реалізм».